# El Tepozán, Zacatecas
El Tepozán är en ort i Mexiko.   Den ligger i kommunen Jiménez del Teul och delstaten Zacatecas, i den centrala delen av landet, 600 km nordväst om huvudstaden Mexico City. El Tepozán ligger 2 334 meter över havet och antalet invånare är 179.
Terrängen runt El Tepozán är kuperad åt nordväst, men åt sydost är den platt. Runt El Tepozán är det glesbefolkat, med 16 invånare per kvadratkilometer. Närmaste större samhälle är Jiménez del Teul, 14,0 km väster om El Tepozán. Omgivningarna runt El Tepozán är i huvudsak ett öppet busklandskap.